# Eskilstuna
Eskilstuna [˘ɛskilstʉːna] est une ville de Suède. Elle a reçu ses privilèges municipaux en 1659 et est aujourd'hui la plus grande ville de la province de Södermanland, avec une population de 64 679 habitants (2012). Elle est le siège de la commune d'Eskilstuna, comprenant une population d'environ 90 000 habitants.

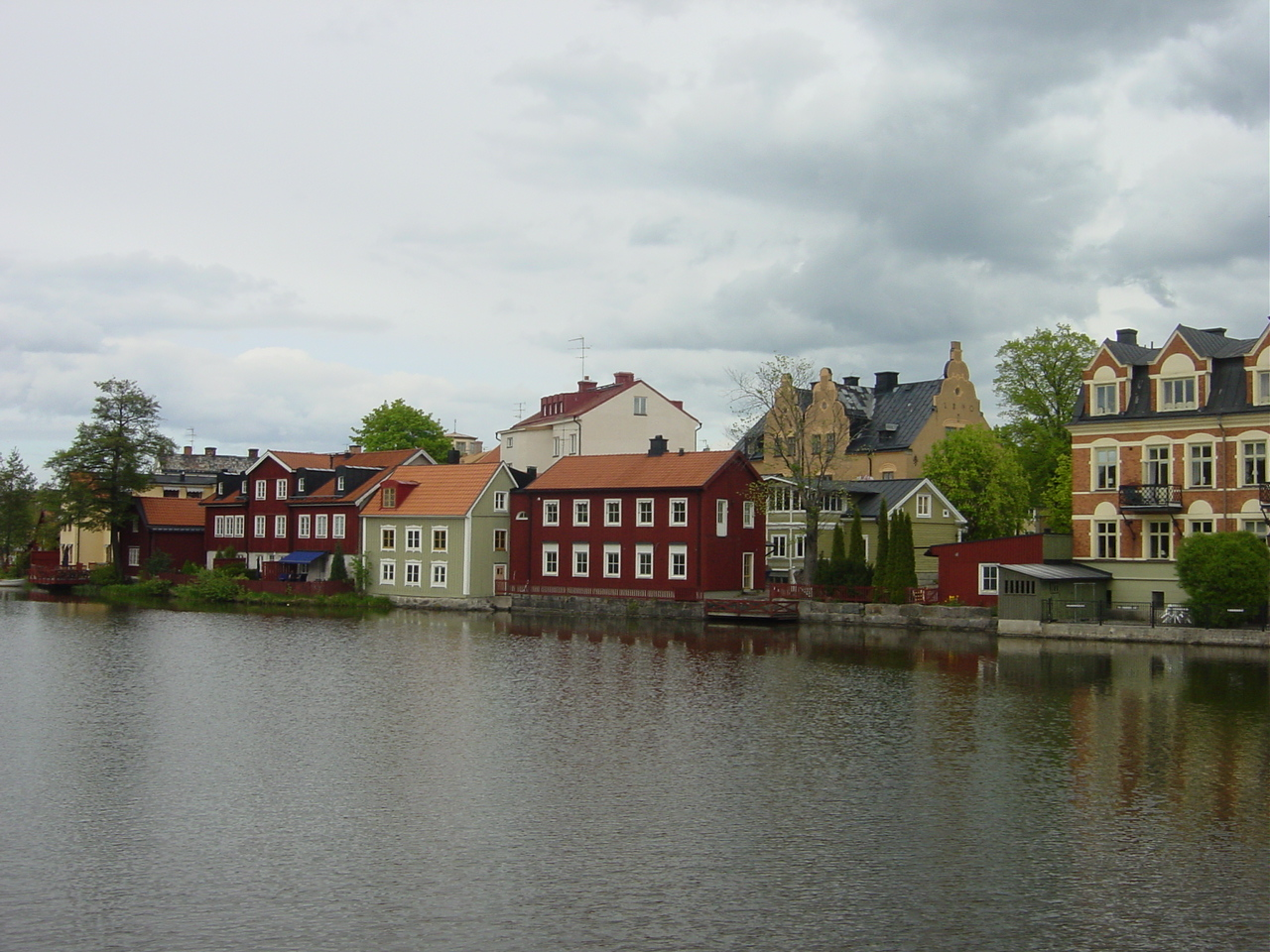
La rivière Eskilstuna à Eskilstuna.

Eskilstuna tire son nom du missionnaire anglo-Saxon Saint Eskil qui vécut au XIe siècle. Elle est un important centre industriel.
La société Bolinder-Munktell y avait son siège.
La chanteuse Anni-Frid Lyngstad du groupe ABBA a grandi dans cette ville.

## Édifices
La plus haute structure et la plus grande église de la ville est l'église du monastère d'Eskilstuna.

## Personnalité liée à la commune
- Jacob Jonas Björnståhl est  né à Näshulta le 23 janvier 1731.

## Jumelages
- Erlangen (Allemagne) depuis 1961
- Jyväskylä (Finlande) depuis 1947